# دومینیک کیتینگ
دومینیک کیتینگ (انگلیسی: Dominic Keating؛ زادهٔ ۱ ژوئیهٔ ۱۹۶۲) یک هنرپیشه اهل بریتانیا است.
از فیلم‌ها یا برنامه‌های تلویزیونی که وی در آن نقش داشته است می‌توان به پیشتازان فضا: انترپرایز، بئوولف، شرلوک هولمز، نشان هالیوود اشاره کرد.